# John Randall Reding
John Randall Reding (* 18. Oktober 1805 in Portsmouth, New Hampshire; † 8. Oktober 1892 ebenda) war ein US-amerikanischer Politiker. Zwischen 1841 und 1845 vertrat er den Bundesstaat New Hampshire im US-Repräsentantenhaus.

## Werdegang
John Reding besuchte die öffentlichen Schulen seiner Heimat und absolvierte anschließend eine Lehre im Druckerhandwerk. Danach wurde er als Zeitungsverleger tätig. Politisch wurde Reding Mitglied der von Andrew Jackson gegründeten Demokratischen Partei. Bei den Kongresswahlen des Jahres 1840, die staatsweit abgehalten wurden, wurde er als deren Kandidat für das dritte Abgeordnetenmandat von New Hampshire in das US-Repräsentantenhaus in Washington, D.C. gewählt. Dort trat er am 4. März 1841 die Nachfolge von Jared W. Williams an. Nach einer Wiederwahl im Jahr 1842 konnte er bis zum 3. März 1845 zwei Legislaturperioden im Kongress absolvieren. Diese standen im Zeichen der Diskussionen um einen Anschluss der zwischenzeitlich selbständigen Republik Texas an die Vereinigten Staaten.
Nach seiner Zeit im Repräsentantenhaus war John Reding zwischen 1853 und 1858 bei der Hafenverwaltung von Portsmouth angestellt. Im Jahr 1860 wurde er Bürgermeister dieser Stadt. Zwischen 1867 und 1870 war er Abgeordneter im Repräsentantenhaus von New Hampshire. Danach zog er sich aus der Politik zurück. John Reding starb am 8. Oktober 1892 in seinem Geburtsort Portsmouth.